# Arroyo de Enmedio, Acatlán de Pérez Figueroa
Arroyo de Enmedio är en ort i Mexiko.   Den ligger i kommunen Acatlán de Pérez Figueroa och delstaten Oaxaca, i den sydöstra delen av landet, 290 km öster om huvudstaden Mexico City. Arroyo de Enmedio ligger 117 meter över havet och antalet invånare är 1 541.
Terrängen runt Arroyo de Enmedio är platt åt nordost, men åt sydväst är den kuperad. Runt Arroyo de Enmedio är det ganska tätbefolkat, med 65 invånare per kvadratkilometer. Närmaste större samhälle är Acatlán de Pérez Figueroa, 7,7 km nordväst om Arroyo de Enmedio. Omgivningarna runt Arroyo de Enmedio är en mosaik av jordbruksmark och naturlig växtlighet.